# Midway (Ohio)
Midway é uma vila localizada no estado norte-americano de Ohio, no Condado de Madison.

## Demografia
Segundo o censo norte-americano de 2000, a sua população era de 274 habitantes.
Em 2006, foi estimada uma população de 263, um decréscimo de 11 (-4.0%).

## Geografia
De acordo com o United States Census Bureau tem uma área de
0,7 km², dos quais 0,7 km² cobertos por terra e 0,0 km² cobertos por água. Midway localiza-se a aproximadamente 309 m acima do nível do mar.

## Localidades na vizinhança
O diagrama seguinte representa as localidades num raio de 20 km ao redor de Midway.